# 渋谷塊一
渋谷 塊一（しぶや かいいち、1893年〈明治26年〉2月14日 - 1971年〈昭和46年〉2月9日）は、大正から昭和時代の政治家。埼玉県南埼玉郡日勝村長、川越市長。号に香井。

## 経歴
素封家・渋谷浦吉の二男として、埼玉県南埼玉郡岡泉村（日勝村、白岡町を経て現白岡市岡泉）に生まれる。1914年（大正3年）明治大学法科を卒業し、1916年（大正5年）日勝村の名誉助役に就任する。ついで同村農会長、同村長を経て、1928年（昭和3年）埼玉県会議員に当選し、郡農会副会長、県農地委員などを兼ねた。
1942年（昭和17年）7月、地方事務所官制が施行されると民間人としては異例の地方事務官として北足立地方事務所長に登用された。翌年、川越市長に就任したが、1945年（昭和20年）予算算入欠陥の責任を取って辞任。戦後は県地方労働委員、県茶業協会副会長などを歴任し、1964年（昭和39年）県東部の茶業の発展と狭山茶の振興に尽くしたとして黄綬褒章を受章した。ほか、北原白秋の門下として和歌にも長じた。